# Тортора (Салерно)
Тортора је насеље у Италији у округу Салерно, региону Кампанија.
Према процени из 2011. у насељу је живело 147 становника. Насеље се налази на надморској висини од 19 м.